# Миргородська спеціалізована школа № 5
Миргородська спеціалізована загальноосвітня школа № 5 (повна назва Миргородська спеціалізована школа І-III ступенів № 5 Миргородської міської ради Полтавської області, також з вересня 2022 року перейменована в ліцей «Лінгвіст») є державною школою з поглибленим вивченням англійської мови у місті Миргороді, Полтавської області. Мова навчання — українська.

## Загальні дані
Спеціалізована школа І-III ступенів № 5 понад 20 років є профільною школою, в якій поглиблено вивчається англійська мова. Це найчисельніший за шкільними контингентами заклад, в якому навчається близько 1000 школярів. Вона є опорною школою по роботі з обдарованою молоддю. У початкових класах закладу введено факультатив «Школа життя». Система виховної роботи навчального закладу здійснюється за принципами «школи родини». За рішенням учнівського парламенту в закладі запроваджено програму «Шкільний Олімп».